# Stor-Svarttjärnen, Jämtland
Stor-Svarttjärnen är en sjö i Åre kommun i Jämtland och ingår i Indalsälvens huvudavrinningsområde.